# ウルグアイ人
ウルグアイ人（スペイン語:Uruguayos）とは、ウルグアイの国民のことである。ウルグアイという国は、異なる様々な民族の故郷となっている。その結果、ウルグアイ人は国民性というものを、民族性とではなく、市民性と同一視している。アメリカ大陸の他の多くの国と並んで、ウルグアイは異なる人々が集まる人種のるつぼである。ウルグアイは伝統的に、異なる文化が主流な文化に吸収される、異文化同化を促進するためのよいモデルであった。ウルグアイは南アメリカの中でも非常に人種の多様な国である。中でも、カスティーリャ、カタルーニャ、ガリシア、カナリアのスペイン系の民族的バックグラウンドを持つ人が多く、そしてイタリア、ポルトガル、フランスと続く。

## 移民の波
ウルグアイは、その隣国であるアルゼンチンと同様にスペイン系の言語的、文化的な背景をもつ。さらに、アルゼンチン人と同様に、ほとんどのウルグアイ人は植民地時代のヨーロッパからの入植者や移民の子孫であり、およそ90%がヨーロッパ系の子孫である。その大半はスペイン人とイタリア人であり、フランス人、ポルトガル人、ルーマニア人、ギリシャ人、ドイツ人、イギリス人（イングランド人やスコットランド人）、アイルランド人、ポーランド人、スイス人、ロシア人、ブルガリア人、アラブ人（主にレバノン人とシリア人）、セファルディー・アシュケナジーのユダヤ人、そしてアルメニア人などが続く。数は少ないが日系人、そして、チャルーア族、ミヌアノ族、チャナ族、グエノア族、グアラニー族などのアメリカインディアンも存在する。
モンテビデオは、アルゼンチンのブエノスアイレスやブラジルのリオデジャネイロのように、ヨーロッパからやってくる船を迎える主要な港であり、ヨーロッパからの入植者はウルグアイがより西洋的文化を受け入れていくよう影響を与えた。
ヌエバエルベシアというスイスの植民地（Nueva Helvecia-Colonia Suiza）や、コロニアヴァルデンス（Colonia Valdense）というピエモンテ州のヴァルド派の植民地のような多くの植民地は、コロニア県に位置する。そしてコンチリャスやバーカー (ウルグアイ)のような、イギリス人入植者によって創られた都市もある。リオ・ネグロ県にはサンハビエルと呼ばれるロシアによる植民地がある。その上、リオネグロ県には、ガーテンタルやエルオンブのようなメノナイト植民地もある。エルオンブはよく知られたドゥルセ・デ・レチェの会社"claldy"で有名で、ヤング市（リオネグロ県の中心地）の近くに位置する。
ヨーロッパ系の多くの移民が19世紀後半にウルグアイに到着し、モンテビデオやその他主要な都市の建築や文化に大きな影響を及ぼした。従って、モンテビデオやモンテビデオでの生活は、ヨーロッパを深く偲ばせるものがある。
近年はシリア内戦に伴うシリアからの難民を受け入れている。

## 人種と民族
大多数のウルグアイ人とその先祖は、アメリカインディアンを除けば、この500年ほどの間に移住してきた人々ばかりである。

### ヨーロッパ人または白人
2011年の公式の国勢調査によると、ヨーロッパ系の血を引き継ぐ人々はウルグアイの人口の87.7%にのぼる。初期のウルグアイ人は1810年以前の植民地時代のスペインとポルトガルからの入植者の子孫であった。アルゼンチンの人口統計と同様に、それ以降のヨーロッパからの移民は、ほとんどがイタリアやフランスからやってきており、19世紀後半から、20世紀前半にかけての大移民時代に流れ着いた。今日では、ウルグアイの文化はヨーロッパの文化から相当な影響を受け、それは言語や食事、その他の日常の側面によくあらわれている。

### メスティーソとアメリカインディアン
同調査によると人口の2.4%はメスティーソ（ヨーロッパ系アメリカインディアン）を祖先にもつ。このような人々はウルグアイ北部、主にタクアレンボー県にみられ、アメリカインディアン系の人がその人口の20%を占める。1996年の調査ではウルグアイ人のうち12,600人がアメリカインディアンの子孫であることが明らかにされた。2006年には、115,118人のウルグアイ人がチャルーア族というアメリカインディアンの集団の1つの血を持つことが確認され、それはウルグアイの人口の4%近くを占めた。2005年、シンティア＝パガノ（Sinthia Pagano）という医学博士が遺伝子テストによって、ウルグアイ人の38%はアメリカインディアンから遺伝的に影響された形質を示す可能性があることを見つけた。

### アフリカ人
ウルグアイにはアフリカ人、黒人、ムラートがおよそ209,662人おり、彼らは主にモンテビデオ県、リベラ県、アルティガス県、サルト県、セロ・ラルゴ県に住んでいる。2011年の調査では、300,000人以上のアフリカ系の人がそこで暮らし、アフリカ系ウルグアイ人の80%が労働者階級以下であった。

## 言語
（ウルグアイで使用される言語は）事実上すべてのウルグアイ人が話す公用語であるスペイン語が主流であるものの、イタリア語やフランス語も広く使用されている。ブラジルとの国境付近では、ポルトガル語とスペイン語が混ざった言語であるポルトニョールやウルグアイポルトガル語が話され、ウルグアイ人が用いるポルトニョールは特に"Fronteiriço"と呼ばれる。AVメディアの標準言語はウルグアイのスペイン語であるリオプラテンセ・スペイン語である。ルンファルドもウルグアイで話される。

## 宗教
ウルグアイでは、正式な宗教は無く、国家と宗教は分離している。つまり宗教の自由が保障されている。多くのウルグアイ人は子どもに洗礼を施し、ローマカトリック教会で結婚する。2006年の調査では、ローマカトリックが代表的な宗教であり、人口の47.1%を占め、11.1%がカトリックキリスト教信者ではないことを主張し、0.3%がユダヤ教信者であった。およそ40.4%は無宗教であると明言した。ユダヤ人のコミュニティは、モンテビデオに集中しており（その都市の約1%）、ムスリムや正教会のコミュニティも同様である。プロテスタントとペンテコステは優位を占め、その割合はともにモンテビデオの人口の11.1%である。これらは、ウルグアイのメソジスト教会、新使徒教会、聖公会、ウルグアイの福音派バプテスト教会、ラプラタ福音派教会、ワルドー派福音教会、合同福音ルーテル教会、そしてセブンスデー・アドベンチスト教会である。ペンテコステは、神の王国ユニバーサルキリスト教会、ディオス・エス・アモル（Dios es Amor）、ペンテコスタルナシエンテ（Pentecostal Naciente）、そしてアッセンブリーズ・オブ・ゴッドである。モンテビデオの中でも相当大きいアルメニアのコミュニティでは有力な宗教はキリスト教、特にアルメニア使徒教会とアルメニア福音教会である。
政治評論家はウルグアイはアメリカ大陸の中で最も非宗教的な国であると考えている。アフリカ系ブラジル人の宗教である"Quinbanda"（en:Quimbanda）やカンドンブレ、"Umbanda"（en:Umbanda）などと並んで、バハイ教も信仰されている。

## 文化
現代のウルグアイ文化は、その人々が様々な文化を起源にもつため、多様性が見られる。ウルグアイは芸術や文学の素晴らしい伝統を昔から受け継いでいる。スペインやポルトガル、また他の多様な移民、イタリア、フランス、ルーマニア、ギリシャの入植者が代わる代わるやって来たことで、この多様性はアメリカインディアンとアフリカの要素と統合された伝統を形成してきた。ウルグアイには数百年前の遺跡や植民地時代の要塞が残っている。都市部には多くの建築遺産もあり、また数多くの作家、芸術家、音楽家が暮らす。アフリカの影響を受けたことを示す最も重要な例は黒人奴隷時代に生まれたカンドンベという儀式である。チャルーア族やグアラニー族の伝統は、国を代表する飲み物であるマテ茶にみられる。ウルグアイとアルゼンチンはともに伝統的なガウチョの血を引き継いでいる（スペインのアンダルシア州に起源を持つ）。

### 音楽とダンス
ウルグアイの音楽は多くの地方の音楽ジャンルをもつ。最も特筆すべきは、タンゴやムルガ、ミュージカルの形式、カンドンベ、そして毎年カーニバルの時期に盛り上がるアフリカ系ウルグアイの音楽である。また、スペインから発祥し、たくさんのヒスパニックの国々のそれらと似た形式をもつ、民謡のギターソングであるミロンガというものもある。有名なタンゴの歌手であるカルロス・ガルデルはフランスのトゥルーズに生まれ、ブエノスアイレスで育ったが、大人になった彼はフランス軍当局から逃れるためであろうか、ウルグアイのタクアレンボーに生まれたことを証明する法的文書を手にした。ロックやジャズ、その他の多くのジャンルを含むウルグアイで人気の音楽は、以上に述べた様々な音楽と確かに関係がある。1960年代のビートルズの模倣者たちのグループはウルグアイのロック界に火をつけたバンドとして特記に値する。

## 移民
移民受け入れ国だったウルグアイも、軍政時代の1963年から1985年にかけて、推定約33万人、国民の約10%が国外脱出した。ただし、こうして去っていった人々の中には民政 (文民政)に移管した1980年代以降に帰国した者もいた。
ウルグアイからヨーロッパへの移住者の割合は、スペイン、イタリア、フランス、ポルトガルが特に高い。アメリカ大陸では、移民の行先はほとんどがアメリカ、カナダ、アルゼンチン、そしてその他の近隣国であるブラジルやチリである。オセアニアでは、オーストラリアがほとんどで、それほどではないが、ニュージーランドに移住する人もいる。